# Samantha Barks
Samantha Barks, (født 2. oktober 1990), er en engelsk skuespiller, uddannet fra The Arts Educational School, London.
Barks spiller rollen som Éponine i filmatiseringen af Les Misérables fra 2012.

## Filmografi
| År   | Titel                            | Rolle         | Noter |
| ---- | -------------------------------- | ------------- | --- |
| 2012 | Les Misérables                   | Éponine       | Elle Style Award for Best Breakthrough Performance Glamour Awards Pandora Breakthrough Artist Hollywood Film Festival Hollywood Spotlight Award National Board of Review Award for Best Cast Satellite Award for Best Cast – Motion Picture Empire Award for Best Female Newcomer Washington D.C. Area Film Critics Association Award for Best Ensemble Nomonieret—Screen Actors Guild Award for Outstanding Performance by a Cast in a Motion Picture Nomonieret—Alliance of Women Film Journalists Award for Best Breakthrough Performance Nomonieret—Broadcast Film Critics Association Award for Best Acting Ensemble Nomonieret—Chicago Film Critics Association Award for Most Promising Performer Nomonieret—London Film Critics Circle Award for Young British Performer of the Year Nomonieret—San Diego Film Critics Society Award for Best Supporting Actress Nomonieret—San Diego Film Critics Society Award for Best Performance by an Ensemble Nomonieret—Satellite Award for Best Supporting Actress – Motion Picture Nomonieret—Washington D.C. Area Film Critics Association Award for Best Supporting Actress |
| 2013 | The Christmas Candle             | Emily Barstow | |
| 2013 | Jack and the Cuckoo-Clock Heart" | Miss Acacia   | Stemmer på engelsk |
| 2014 | Dracula Untold                   | Baba Yaga     | Slettet scene |
| 2014 | The Devil’s Harvest              | Natalka       | |
| 2015 | A Hundred Streets                | Lotte         | |